# Louis Cheung
Louis Cheung (chino: 張繼聰, nacido el 11 de enero de 1979) es un cantante cantopop, compositor y actor de Hong Kong. Ha escrito varios temas musicales para otros famosos cantantes del género cantopop, como Eason Chan, Leo Ku, Hacken Lee, Eric Suen y Joey Yung. Está casado con la cantante cantopop Kay Tse. 
Cheung fue alumno de La Academia de Música de Hong Kong.

## Discografía

### Álbum
- To Be or Not To Be (2005)
- 將繼衝 (2006)
- Kidult (2007)
- Check Point (2007)
- Rock N Break (2008)
- B.C (2009)
- 456 (2010)

### SIngles
| Año  | Álbum              | Canción        | 903 | RTHK | 997 | TVB | Nota                 |
| ---- | ------------------ | -------------- | --- | ---- | --- | --- | -------------------- |
| 2005 | To Be Or Not To Be | Mad U So       | 3   | 13   |     | 7   |                      |
|      | To Be Or Not To Be | 彈弓手         | 17  |      |     |     |                      |
|      | To Be Or Not To Be | 慷慨           |     |      | 13  |     |                      |
|      | To Be Or Not To Be | 賭城風雲       | 15  |      |     |     |                      |
|      | 將繼衝             | 烏蠅鏡         | 20  |      |     |     | Featuring Kay Tse    |
| 2006 | 將繼衝             | K型            | 2   | 8    | 5   |     |                      |
|      |                    | 只有我是最愛你 |     |      | 3   |     |                      |
|      | 將繼衝             | 囉唆           | 5   |      | 9   |     |                      |
|      | 將繼衝             | 烏龜           |     | 15   | 7   | 2   |                      |
|      | 將繼衝             | 將...繼...衝   | 16  |      |     |     |                      |
|      | Kidult             | 愛你你咪理     | 4   | 15   | 5   |     |                      |
|      | Kidult             | 四小強         | 14  |      | 10  |     |                      |
| 2007 | Kidult             | 寧願晏D瞓      | 1   | 9    | 3   | 2   |                      |
|      | Kidult             | Good Luck      | 19  |      |     |     |                      |
|      | Check Point        | 下世紀的地圖   | 20  |      | 4   |     |                      |
|      | Check Point        | 白鳥           | 8   | 19   | 8   |     |                      |
|      | Check Point        | Single Bell    | 3   | 4    | 8   |     |                      |
| 2008 | Rock N Break       | 石縫           | 16  | 10   | 2   |     |                      |
|      | Rock N Break       | Gimme A Break  | 6   | 5    | 4   |     |                      |
|      | Rock N Break       | 循環線         | 1   |      | 3   |     |                      |
|      | Rock N Break       | 花生           |     |      | 9   |     |                      |
| 2009 | Rock N Break       | 一手舞曲       | 16  |      |     |     |                      |
|      | Today Special      | 爸爸聲         |     | 9    | 2   |     | Featuring Hacken Lee |
|      | B.C.               | 永和號         | 1   | 3    | 2   | 5   |                      |
|      | B.C.               | 這一秒         | 3   | 16   | 2   | 5   |                      |
|      | B.C.               | 港九情         | 3   |      |     |     |                      |
| 2010 | 456                | 亂世佳人       | 1   |      | 4   | 2   |                      |

(*)Currenting charting

## Premios
- 2008 Metro Hit Music Awards: 循環線 was a song composed by Louis himself which won the newly composed award #1.
- Commercial Radio Hong Kong – 2007 Ultimate (Chik Chak) Best composer award (叱咤樂壇作曲人 大獎)
- Commercial Radio Hong Kong – 2007 Ultimate (Chik Chak) Producer/singer silver award (叱咤唱作人銀獎)

## Filmografía
| Año  | Título                                         | Personaje                      | Notas                                      |
| ---- | ---------------------------------------------- | ------------------------------ | ------------------------------------------ |
| 2002 | Star Wars: Episode II - Attack of the Clones   | Anakin Skywalker               | Voz (Cantonese)                            |
| 2005 | Star Wars: Episode III - Revenge of the Sith   | Anakin Skywalker / Darth Vader | Voz (Cantonese)                            |
| 2005 | Howl no Ugoku Shiro                            | Howl                           | Voz (Cantonese)                            |
| 2005 | Fullmetal Alchemist: Conquistador de Shamballa | Roy Mustang                    | Voz (Cantonese)                            |
| 2005 | Be with You                                    | Mio Aio                        | Voz (Cantonese)                            |
| 2006 | Garfield: A Tail of Two Kitties                | Jon Arbuckle                   | Voz (Cantonese)                            |
| 2006 | Cocktail                                       |                                | Cameo appearance                           |
| 2006 | Cuentos de Terramar                            | Prince Arren/Lebannen          | Voz (Cantonese)                            |
| 2007 | La chica que saltaba a través del tiempo       | Chiaki Mamiya                  | Voz (Cantonese)                            |
| 2008 | Love is Elsewhere                              | Martin Hui                     |                                            |
| 2008 | True Women for Sale                            | Social worker                  | Cameo appearance                           |
| 2009 | Short of Love                                  | Dr. Fung                       |                                            |
| 2010 | Cloudy with a Chance of Meatballs              | Flint Lockwood                 | Voz (Cantonese)                            |
| 2010 | The Legend Is Born – Ip Man                    | Customs officer                | Cameo appearance                           |
| 2011 | ICAC Investigators 2011                        | "Grasshopper" Yip Tze-sin      | TV drama Episode: "The Black & White Line" |
| 2012 | My Sassy Hubby                                 | Louis                          |                                            |
| 2013 | Inbound Troubles                               | Sung Wai-chiu                  | TV drama                                   |
| 2013 | Brother's Keeper                               | Keung Yung                     | TV drama                                   |
| 2014 | Gilded Chopsticks                              | Yunsi, the Eighth Prince       | TV drama                                   |
| 2014 | Black Heart White Soul                         | Marco Ma Kai-Yuen              | TV drama                                   |
| 2014 | The Vinegar Lady                               | TBA                            | TV drama filming                           |
| 2014 | Inbound Troubles II                            | TBA                            | TV drama filming                           |
| 2014 | Four Girls, Three Bars                         | TBA                            | TV drama filming                           |